# Sonny Kiss
Sonny Kiss (nacido el 11 de diciembre de 1993) es una luchadora profesional estadounidense quien actualmente trabaja para All Elite Wrestling (AEW). También es conocida por su tiempo en Lucha Underground y en el circuito independiente.

## Carrera

### Circuito independiente (2013-2018)
Sonny Kiss debutó en septiembre de 2013 en East Coast Pro Wrestling, donde ganó contra Darryl Grayson. Más tarde aparecería en varias promociones de lucha libre en el circuito independiente como Evolve. 
El 27 de junio de 2018, hizo su debut en Lucha Underground como XO Lichus al derrotar a Jack Evans. El 8 de agosto de 2018, se unió a Ivelisse cayendo derrotados por Joey Ryan y Jack Evans. Más tarde ganaría la revancha contra Jack Evans en un No Mas Match el 29 de agosto de ese año. El 29 de septiembre, tendría su primer combate por el título haciendo equipo con Ivelisse y Joey Ryan para el Trios Title, perdiendo ante la Tribu Reptil (Luchasaurus, Daga y Kobra Moon). El trío perdería ante la Rabbit Tribe (Paul London, El Bunny y The White Rabbit dos semanas después. Kiss e Ivelisse competirían por el Trios Title en Ultima Lucha Cuatro con Sammy Guevara como su tercer compañero. El trío perdió con The Reptile Tribe el 10 de octubre de 2018.

### All Elite Wrestling (2019-presente)
A principios de febrero de 2019, Kiss firmó un contrato en All Elite Wrestling.  Debutó el 25 de mayo de 2019 en 21-Man Casino Battle Royale en Double or Nothing, siendo eliminado por Tommy Dreamer. El 19 de julio en Fight for the Fallen, Kiss logró derrotar a Peter Avalon. Hizo su debut en AEW Dark el 9 de octubre de 2019 contra Kip Sabian y Peter Avalon con Sabian ganando el Triple Threat Match. Dos semanas después, se unió a Dustin Rhodes para derrotar a Peter Avalon y QT Marshall. 
El 25 de mayo de 2020, comenzó a formar equipo con Joey Janela, lo que le llevó a un par de victorias en equipo. El dúo peleó por primera vez en Dynamite el 24 de junio siendo derrotados ante The Dark Order (Brodie Lee & Colt Cabana). El 15 de julio en Fight for the Fallen, Kiss desafió a Cody por el Campeonato TNT de AEW en donde perdió su lucha.

## Vida personal
Kiss ha estado en una relación con el luchador profesional Killian McMurphy desde junio de 2017. En 2019, se reveló que los dos están comprometidos.

## Campeonatos y logros
- American Championship Wrestling
  - ACE Fight or Flight Championship (1 vez)

- East Coast Professional Wrestling
  - East Coast Light Heavyweight Championship (1 vez)

- Tier 1 Wrestling
  - Tier 1 Championship (1 vez)

- Warriors of Wrestling
  - WOW No Limits Championship (1 vez)
  - WOW Heavyweight Championship (1 vez)